# Glyphotmethis efe
Glyphotmethis efe is een rechtvleugelig insect uit de familie Pamphagidae. De wetenschappelijke naam van deze soort is voor het eerst geldig gepubliceerd in 2007 door Ünal.